# Catenaccio (calcio)

Gli allenatori Helenio Herrera e Nereo Rocco, esponenti di maggior successo del Catenaccio

Il catenaccio è uno schema tattico usato soprattutto nel calcio italiano principalmente dagli anni quaranta alla prima metà degli anni settanta.

## Storia
La sua introduzione viene fatta risalire al tecnico austriaco Karl Rappan, che propose per la prima volta tale schema nel 1932 quando allenava il Servette. Il Sistema allora in voga prevedeva tre difensori: due terzini "bloccati" (senza compiti in fase di attacco) e un difensore centrale detto stopper, generalmente impegnati in un controllo a uomo serrato, esentati dalla costruzione del gioco offensivo; Rappan, per ottenere una maggiore copertura, ebbe l'idea di togliere un giocatore dal centrocampo e posizionarlo in linea con i difensori, esentandolo dalla marcatura fissa. Nacque quello che Gianni Brera definì il "libero" (per via delle proprie caratteristiche tattiche: un giocatore libero da marcature); il difensore senza compiti di copertura "a uomo" era infatti destinato a eventuali raddoppi di marcatura e a recuperare i palloni sfuggiti ai compagni di reparto. Rappan ripropose il catenaccio, battezzato Verrou in lingua francese, anche al campionato del mondo 1938 quando guidava la nazionale svizzera; con questa variazione tattica, la modesta selezione elvetica ben figurò nel torneo, eliminando la Germania al primo turno e arrivando fino ai quarti di finale, nei quali cedette all'Ungheria futura finalista.
In Italia, il catenaccio venne usato per la prima volta nella stagione 1941-42 dall'allenatore della Triestina, Mario Villini, e riproposto con successo da Ottavio Barbieri con lo Spezia nel campionato Alta Italia 1944. In seguito lo adottarono pure Gipo Viani – con la propria variante del Vianema –, tecnico della Salernitana nel 1947-48 e Alfredo Foni, alla guida dell'Inter nel 1952-53.
Tuttavia gli esponenti di maggior successo del catenaccio, seppur con alcune differenze tattiche tra loro, furono Nereo Rocco e Helenio Herrera.
Il triestino, che aveva già applicato tale schema con ottimi risultati nelle sue precedenti esperienze alla Triestina (seconda nel 1947-48) e al Padova (terzo nel 1957-58), condusse il Milan alla vittoria di due campionati, tre Coppe nazionali, due Coppe dei Campioni, due Coppe delle Coppe e una Coppa Intercontinentale tra il 1962 e il 1977.
Il Mago invece, arrivato dalla Spagna nel 1960 come fautore di uno stile di gioco offensivo, trovò nell'adozione del catenaccio la chiave per riportare l'Inter al successo, conquistando tre campionati, due Coppe dei Campioni e due Coppe Intercontinentali tra il 1963 e il 1966. Il dominio del modulo in Europa e oltre i confini continentali fu schiacciante.

## Modulo

### Tattica
Il catenaccio, nato dalla disposizione difensiva del Sistema, è ritenuto lo schema tattico che diede inizio da precursore, seppur parzialmente, al cosiddetto calcio all'italiana, una dottrina di gioco basata nella fisicità delle manovre, grande corsa, coperture ferree e ripartenze efficaci. Il modulo, che tradotto in numeri può essere reso come 1-3-3-3, è estremamente prudente (si seguiva l'adagio "primo: non prenderle"). Il libero, regista arretrato, dà man forte ai difensori in marcatura (dei quali uno, generalmente il sinistro, può spingere sulla fascia); un ulteriore schermo è rappresentato dai centrocampisti: uno di essi manovra il gioco, gli altri due si occupano di interdire, inserirsi e appoggiare gli attaccanti. I tre davanti pensano alla fase di possesso palla (due ali "pure" e un centravanti). Nell'evoluzione del catenaccio detta zona mista, uno degli attaccanti esterni si sacrifica nei rientri per aiutare la difesa (definito "ala tornante").

### Limiti e declino
Il sopraggiungere dello «stile ginga» brasiliano dalla fine degli anni cinquanta in poi e l'ascesa del totaalvoetbal olandese negli anni settanta, fecero emergere i limiti del catenaccio, al punto che diversi giornalisti decretarono la sua scomparsa dopo le finali del campionato del mondo 1970 e della Coppa dei Campioni 1971-72, a causa della superiorità delle avversarie.
Lo svantaggio del modulo difensivo italiano era il poco adattamento alle situazioni dinamiche di gioco, nel quale eventuali inserimenti improvvisi non venivano letti dagli schemi rigorosi del catenaccio. Inoltre, pur essendo meno dispendioso fisicamente del calcio a tutto campo di marca oranje, era troppo attendista, poco propositivo ed alla lunga subiva passivamente le azioni portate dagli avversari con molti calciatori contemporaneamente.

### Numerazione tipica

Una numerazione dei giocatori disposti secondo il Catenaccio

| Ruolo                                      | Numero  |
| ------------------------------------------ | ------- |
| Portiere                                   | 1       |
| Libero                                     | 4 (o 6) |
| Difensore centrale o stopper               | 5       |
| Terzino destro                             | 2       |
| Terzino sinistro                           | 3       |
| Mediano                                    | 6 (o 4) |
| Mezzala                                    | 8       |
| Centrocampista centrale o regista avanzato | 10      |
| Ala destra                                 | 7       |
| Ala sinistra                               | 11      |
| Centravanti                                | 9       |

## Squadre che hanno utilizzato il catenaccio

### Club
- Il Servette di Karl Rappan, vincitore di due campionati nel 1932-33 e nel 1933-34.
- Lo Spezia di Ottavio Barbieri, vincitore del Campionato Alta Italia 1944.
- La Salernitana di Gipo Viani, vincitrice del girone C del campionato di Serie B 1946-47.
- La Triestina di Nereo Rocco, seconda nel campionato 1947-48.
- L'Inter di Alfredo Foni, vincitrice del campionato 1952-53.
- Il Padova di Nereo Rocco, terzo nel campionato 1957-58.
- Il Milan di Nereo Rocco, vincitore di due campionati (1961-1962 e 1967-1968), tre Coppe nazionali (1971-1972, 1972-1973 e 1976-1977), due Coppe dei Campioni (1962-1963 e 1968-1969), due Coppe delle Coppe (1967-1968 e 1972-1973) e una Coppa Intercontinentale (1969)[1][5]
- L'Inter di Helenio Herrera, vincitrice di tre campionati (1962-1963, 1964-1965 e 1965-1966), due Coppe dei Campioni (1963-1964 e 1964-1965) e due Coppe Intercontinentali (1964 e 1965)[1][5]
- Il Cagliari di Manlio Scopigno, vincitore del campionato nel 1969-1970.[13]
- Il Napoli di Ottavio Bianchi, vincitore dello Scudetto e della Coppa Italia nel 1986-1987, si disponeva con il catenaccio (più precisamente un 1-3-3-1-2), in cui Renica agiva da libero[14][15] e Maradona era un regista "avanzato", il più svincolato dagli schemi tra gli attaccanti[16]

## Galleria d'immagini

Spezia 1944
Salernitana 1946-47
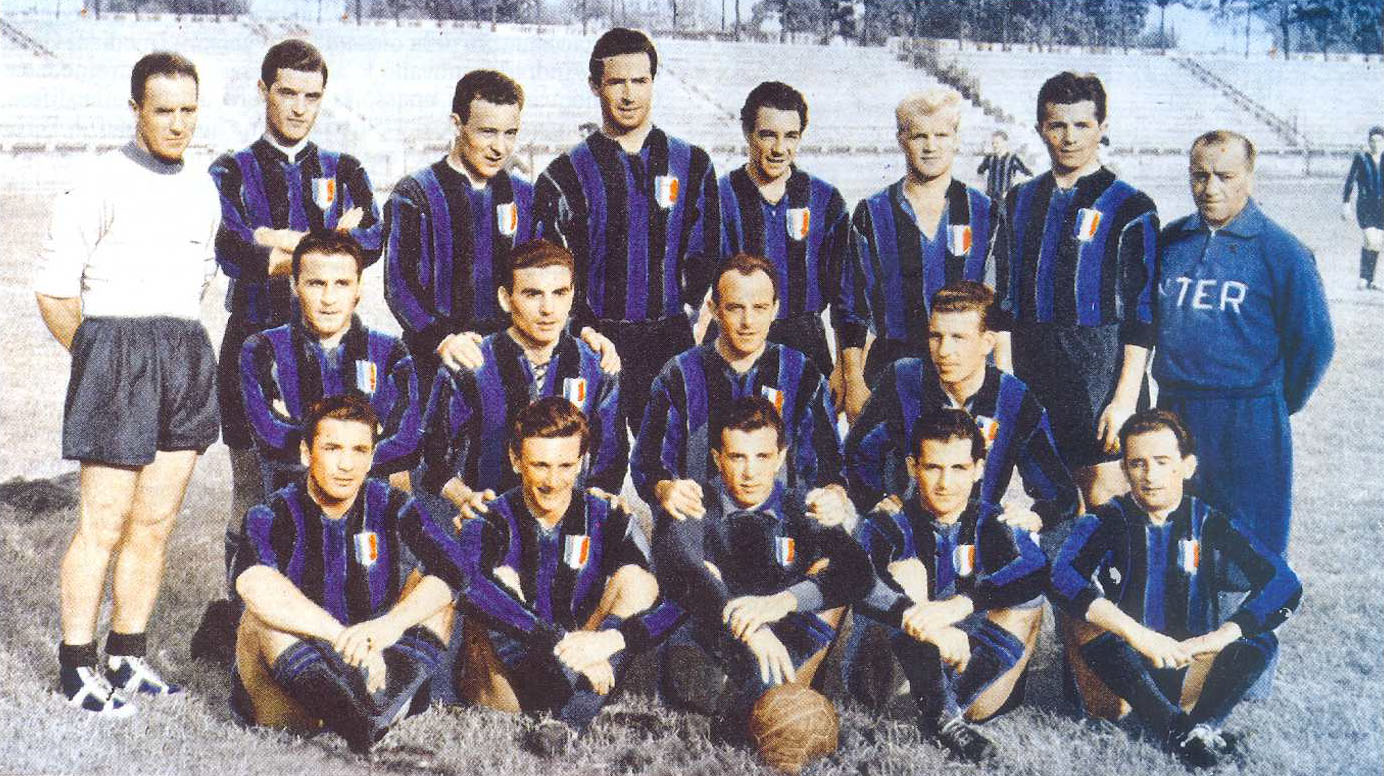
Inter 1952-53
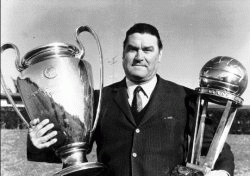
Nereo Rocco
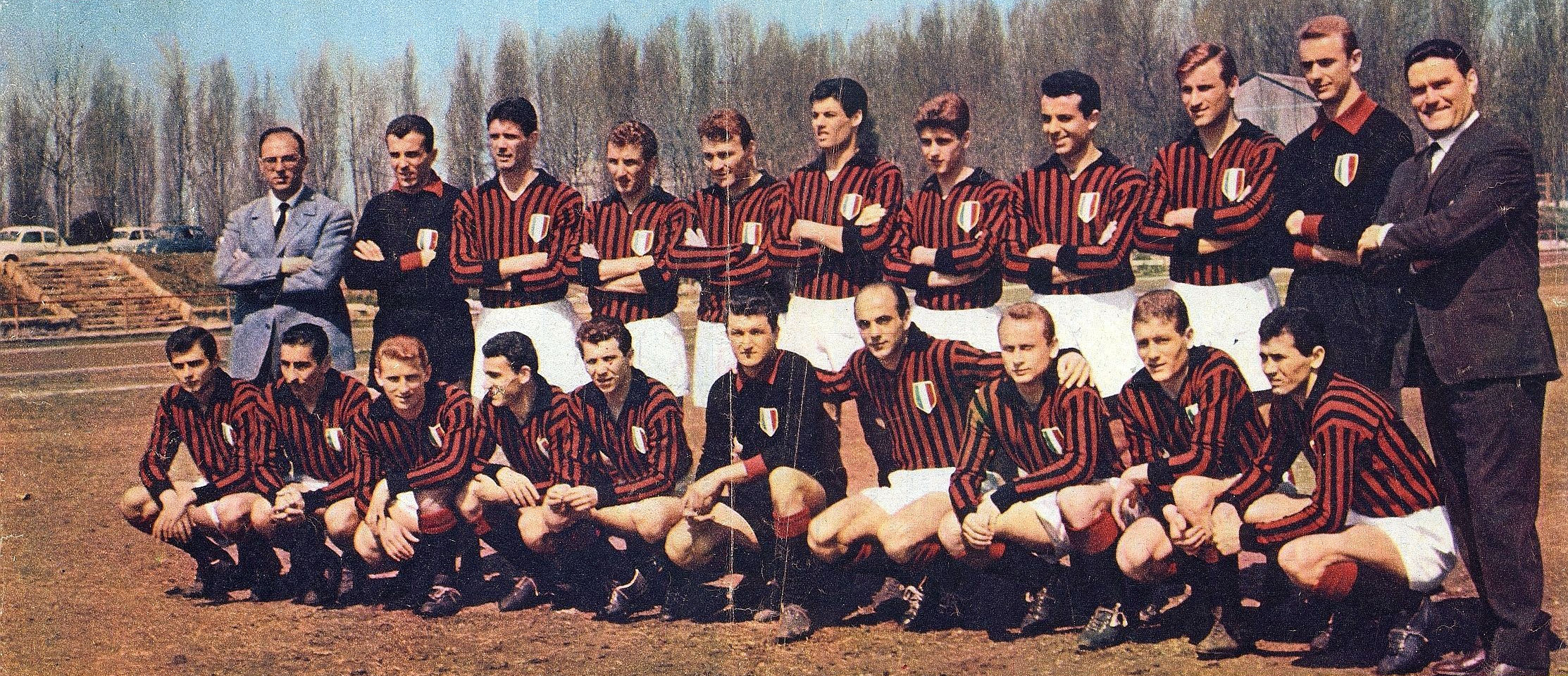
Milan 1961-62
Helenio Herrera
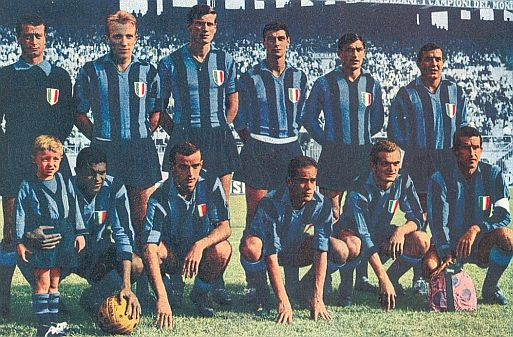
Inter 1963-64
Cagliari 1969-70

### Nazionali
- La Svizzera di Karl Rappan al campionato del mondo 1938[2]
- L'Italia di Ferruccio Valcareggi, vincitrice dell'Europeo 1968 e seconda classificata al campionato del mondo 1970[17]

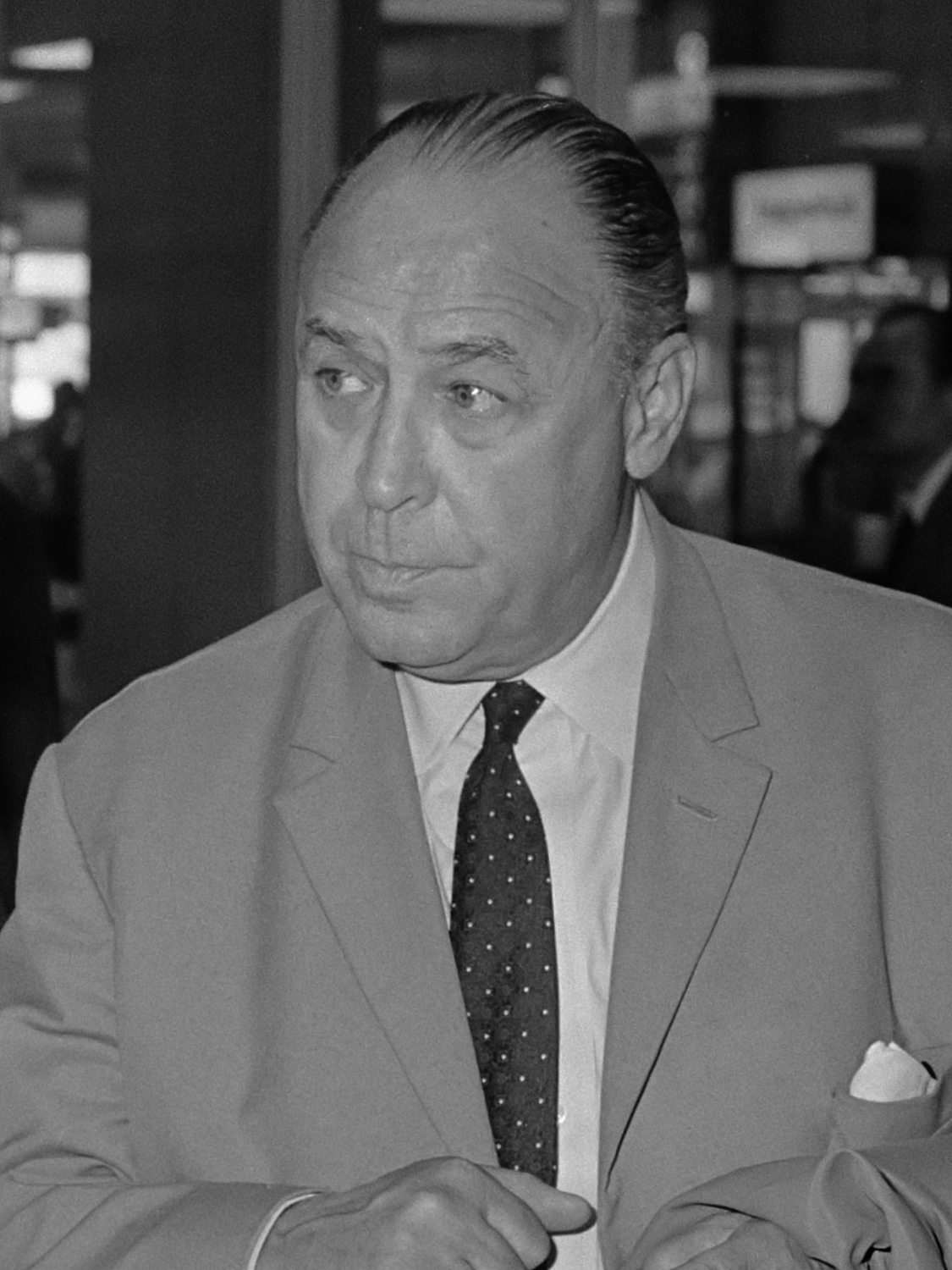
Karl Rappan
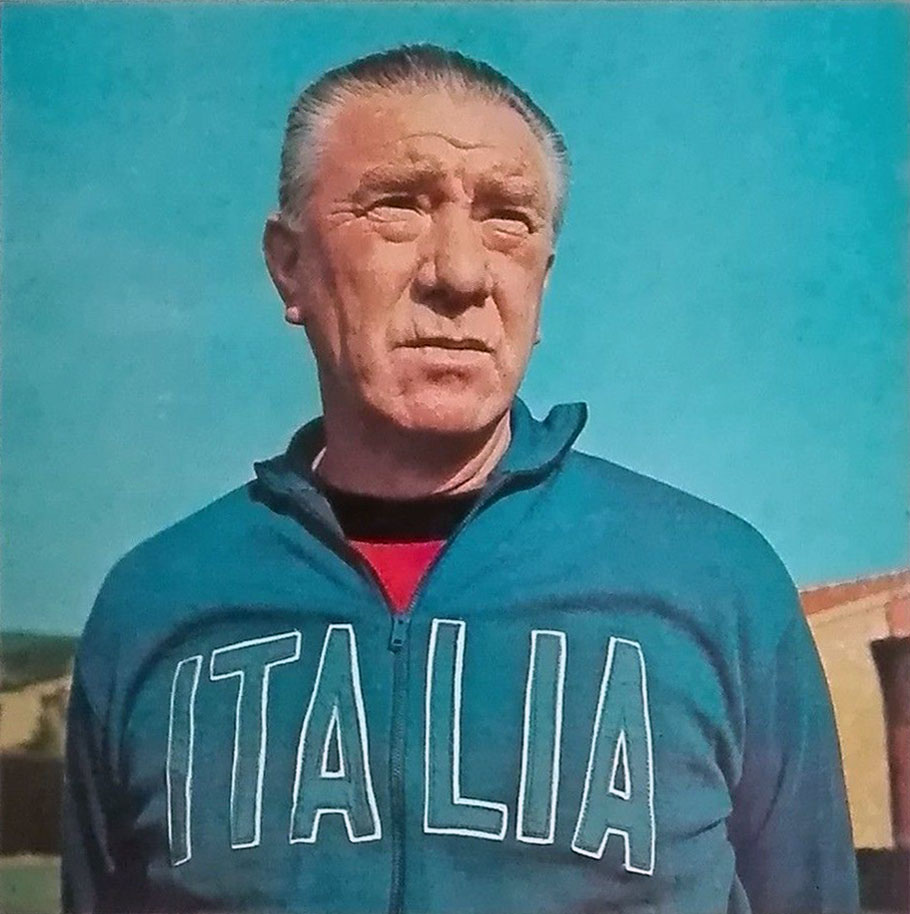
Ferruccio Valcareggi
Italia 1968
Italia 1969-70

### In chiave moderna
- Secondo parte della stampa internazionale, la nazionale italiana guidata da Marcello Lippi, vincitrice del campionato del mondo 2006, avrebbe adottato un atteggiamento tattico riconducibile per alcuni tratti al classico Catenaccio[18][19]

- Diego Simeone, allenatore dell'Atlético Madrid, ha disposto la propria squadra con un modulo di gioco simile, soprattutto nell'atteggiamento ultradifensivo, nonostante lo schema attuato si discosti dal Catenaccio[20][21][22]
- Massimiliano Allegri, durante le esperienze da allenatore della Juventus, in più occasioni ha proposto un modulo simile al Catenaccio. Il suo gioco si basava su difese difficili da superare e ripartenze rapide per sorprendere gli avversari. Nel corso della sua carriera da allenatore, ha più volte vinto con il risultato di 1-0, vittorie tali da essere soprannominate da lui stesso di "corto muso"[23]